# Józefów (Zadzim)
Pour les articles homonymes, voir Józefów.
Józefów (prononciation [ juˈzɛfuf]) est une localité de la gmina de Zadzim, du powiat de Poddębice, dans la voïvodie de Łódź, située dans le centre de la Pologne.
Sa population s'élevait approximativement à 20 habitants en 2009.

## Administration
De 1975 à 1998, la localité était attachée administrativement à l'ancienne voïvodie de Sieradz.

Depuis 1999, elle fait partie de la nouvelle voïvodie de Łódź.